# Verrucoentomon kawakatsui
Verrucoentomon kawakatsui är en urinsektsart som först beskrevs av Imadaté 1964.  Verrucoentomon kawakatsui ingår i släktet Verrucoentomon och familjen lönntrevfotingar. Inga underarter finns listade i Catalogue of Life.